# František Augustin Urbánek
František Augustin Urbánek (Moravské Budějovice, 23 novembre 1842 – Prague, 4 décembre 1919,) est un éditeur de musique et libraire tchèque. À la fin du XIXe siècle, František A. Urbánek était la principale maison d'édition tchèque.

## Biographie
Urbánek est né à Moravské Budějovice, à la périphérie de la partie supérieure du village, dans une famille de paysans, Václav Urbánek, son père et Catherine, née Dvořákova sa seconde épouse. Il étudie à l'école de grammaire de Znojmo et, plus tard, à Brno. Il abandonne ses études en 1861 et rejoint en tant que stagiaire, une très importante maison d'édition et librairie de Prague, Ignác Leopold Kober. Lorsque le propriétaire de l'entreprise meurt en 1866, Urbánek gère l'ensemble de l'entreprise jusqu'en 1870, lorsque son héritier, Charles Bohuš Kober, a atteint sa majorité.
František Augustin Urbánek est marié à Růženou Pecoldovou (1849-?), avec qui il a eu trois fils : Mojmír (1873-?), František Augustin jr. (1877-?) et Vladimir (1878-?) ainsi que deux filles : Blaženu (1876-? – qui épouse František B. Hanuš) et Růžena (1874-?). L'aîné, Mojmír ayant sa propre entreprise, tandis que František et Vladimir ont travaillé dans l'entreprise de son père qui depuis 1912, portait le nom de « František A. Urbánek et fils ».
František A. Urbánek est mort le 4 décembre 1919 à Prague. La même année est mort prématurément son fils Mojmír, et un an plus tard, le deuxième fils, František. Le plus jeune fils, Vladimir, à partir de 1922, est le seul et unique propriétaire de l'entreprise familiale. Pendant l'occupation et la période d'après-guerre, le petit-fils du fondateur, Jan Hanuš prend la direction des éditions. Un an après la mort de Vladimir Urbánek, l'entreprise est liquidée en 1949 (nationalisée).

## Œuvre
En 1872, Urbanek ouvre sa propre maison d'édition et la librairie qui porte son nom à Prague. Initialement axée sur les livres d'enseignement et les livres pour la jeunesse, peu à peu son entreprise se transforme en une société d'édition musicale, dans lequel Velebín Urbánek, frère de František Augustin Františkek, a joué un rôle important. Au cours des années 1880 et 1890, l'éditeur Urbánkek était classé comme principale maison d'édition tchèque.
František A. Urbánek a contribué de manière significative à la vie culturelle à Prague. Il a été membre de l’Organisation artistique et le cofondateur de l'Association tchèque des libraires et des éditeurs. Il a collaboré avec František Doucha dans la préparation du dictionnaire Knihopisného de la Tchécoslovaquie. Édité le Journal des bibliographies et le magazine de musique Dalibor, ces deux magazines, récupérés et publiés plus tard dans sa propre maison d'édition. Franz, le frère cadet de Velebín, le plus jeune frère Joseph, s'est consacré à la culture, sous le pseudonyme de Kalenský il a écrit et traduit des livres pour la jeunesse. Jaromír Herle, le neveu, était un compositeur et chef de chœur.

## Fondation F. A. Urbánek
En 2002 a été créée la Fondation F. A. Urbánek, chargée de promouvoir la musique tchèque, dont les descendants de František Augustin Urbánek. Les principaux organisateurs étaient les compositeurs Jan Hanuš (petit-fils), Jan F. Fischer et Zdeněk Šesták.